# Azelia beuki
Azelia beuki is een vlieg behorende tot de familie van echte vliegen (Muscidae). De vlieg is voor het eerst beschreven in 2012 door de Russische fotograaf en bioloog Nikita Vichrev (Никита Вихрев). Na een studiereis in Thailand ontdekte Vichrev dat een van de door hem verzamelde vliegen een tot dan toe nog onbekende soort betrof. De vlieg voedt zich uitsluitend met de uitwerpselen van olifanten die zij in hun vlucht volgen. De Azelia beuki wordt ongeveer drie millimeter lang.

## Naam
Vichrev heeft de vlieg vernoemd naar bioloog Paul Beuk, conservator aan het Natuurhistorisch Museum Maastricht.